# Earthworm Jim
 (janvier 2024).
Si vous disposez d'ouvrages ou d'articles de référence ou si vous connaissez des sites web de qualité traitant du thème abordé ici, merci de compléter l'article en donnant les références utiles à sa vérifiabilité et en les liant à la section « Notes et références ».
Earthworm Jim est une série de jeux vidéo de plate-forme créée par Shiny Entertainment en 1994 avec comme premier jeu Earthworm Jim. Le concepteur original est Douglas TenNapel.
Au milieu des années 1990 sort un dessin animé adapté de cette série.

## Liste des jeux
| Jeu                                | Développeur                                              | Éditeur                 | Plateformes                                                                | Sortie initiale |
| ---------------------------------- | -------------------------------------------------------- | ----------------------- | -------------------------------------------------------------------------- | --------------- |
| Earthworm Jim                      | Shiny Entertainment                                      | Virgin Interactive      | Mega Drive, Super Nintendo, Mega-CD, PC, Game Boy Advance                  | 1994            |
| Earthworm Jim 2                    | Shiny Entertainment Screaming Pink (PlayStation, Saturn) | Virgin Interactive      | Mega Drive, Super Nintendo, PlayStation, Sega Saturn, PC, Game Boy Advance | 1995            |
| Earthworm Jim 3D                   | VIS Entertainment                                        | Interplay Entertainment | PC, Nintendo 64                                                            | 1999            |
| Earthworm Jim: Menace 2 the Galaxy | IMS Productions                                          | Crave Entertainment     | Game Boy Color                                                             | 1999            |
| Earthworm Jim HD                   | Gameloft                                                 | Gameloft                | PlayStation Network, Xbox Live Arcade                                      | 2010            |
| Earthworm Jim 4                    |                                                          | Interplay Entertainment | Intellivision Amico                                                        | NC              |